# Zygfryd Piątek
Zygfryd Hugon Piątek (ur. w 1933 w Chorzowie, zm. 10 października 2005) – polski inżynier górnictwa oraz historyk techniki, specjalista w zakresie podziemnej eksploatacji złóż.

## Życiorys
Ukończył studia na Wydziale Górniczym Politechniki Śląskiej w Gliwicach. W 1955 roku podjął pracę w Kopalni Węgla Kamiennego Victoria w Wałbrzychu - początkowo jako sztygar zmianowy, a później pełnił funkcję kierownika robót górniczych pól ”Barbara" i „Witold", głównego
inżyniera górniczego, naczelnego inżyniera oraz zastępcy dyrektora ds. technicznych kopalni. Następnie został zatrudniony na stanowisku zastępcy dyrektora Okręgowego Urzędu Górniczego w Wałbrzychu. Był wieloletnim członkiem Stowarzyszenia Inżynierów i Techników Górnictwa oraz rzeczoznawcą Ministra Kultury i Dziedzictwa Narodowego w zakresie zabytków techniki. W latach 80. XX wieku należał do  Zespołu Komitetu Górnictwa PAN do Spraw Zwalczania Wyrzutów Gazów i Skał. Za swą pracę był dwukrotnie nagradzany nagrodami ministerialnymi (1973 i 1989).
Wraz z żoną Eufrozyną Piątek zajmował się historią górnictwa węgla kamiennego na terenie Dolnego Śląska ze szczególnym uwzględnieniem okolic Wałbrzycha, terenów Gór Sowich i Gór Kaczawskich. Była autorem i współautorem około 60 publikacji oraz artykułów naukowych. Małżeństwo Piątków było inicjatorami powstania Muzeum Przemysłu i Techniki w Wałbrzychu.
Został pochowany najpierw w Szczawnie-Zdroju, a następnie - ze woli żony - jego ciało zostało przeniesione do Wrocławia. W 2018 roku został pośmiertnie uhonorowany tytułem Zasłużonego dla Miasta Wałbrzycha.

### Wybrane publikacje
- Szczawno-Zdrój: historia miasta i uzdrowiska (1996)
- Górnictwo rud metali w Górach Sowich (2000)